# Teoria da transferência de excitação
Teoria da transferência de excitação, fundamentada em psicologia, psicofisiologia e bioquímica, é uma teoria psicológica que teve origem no campo da psicologia social e dos estudos de efeitos relacionados à comunicação. No contexto da comunicação, essa teoria sugere que a resposta emocional a uma determinada mensagem ou estímulo pode ser influenciada pela excitação residual, ou remanescente, de uma experiência anterior. A teoria da transferência de excitação foi proposta pela primeira vez por Dolf Zillmann na década de 1970 para explicar os processos emocionais e fisiológicos envolvidos na transferência de excitação de uma situação para outra.
Essa teoria, que aplica elementos da teoria dos três fatores das emoções, afirma que a excitação residual do estímulo inicial amplifica a resposta excitatória ou reação a outro estímulo, independentemente das valências hedônicas. A valência hedônica, em particular, refere-se ao tom emocional ou à qualidade afetiva de uma experiência, estímulo ou objeto. Além disso, o processo de transferência de excitação não se limita a uma única emoção, já que as reações emocionais iniciais, residuais e excitatórias não precisam estar relacionadas.
O processo de transferência de excitação ocorre quando os sentimentos de excitação, ou outra emoção de ativação, que derivam de um estímulo são convertidos, ou mal atribuídos, em uma ação ou comportamento diferente devido a um estímulo secundário. Além disso, a transferência de uma emoção para outra resultará na segunda emoção dirigida ao estímulo adicional sendo sentida com mais intensidade do que se a primeira emoção não tivesse sido experimentada. Componentes, incluindo respostas emocionais disposicionais e excitatórias relacionadas à teoria dos três fatores das emoções, também estão correlacionados ao processo de transferência de excitação.
Pesquisas desenvolvidas e estudos aplicados em que essa teoria foi testada levaram ao estabelecimento de condições específicas necessárias para que o processo de transferência de excitação ocorra. Essas condições incluem tempo, mudança de atenção e assimilação hedônica. Também são apresentados exemplos de como a teoria é aplicada.
Além disso, pesquisas também identificaram limitações da teoria da transferência de excitação, as quais são apontadas como áreas que precisam de investigação adicional.

## História
Dolf Zillmann começou a desenvolver a teoria da transferência de excitação no final da década de 1960 até o início da década de 1970 e continuou a refiná-la no século XXI. A própria teoria baseia-se amplamente na noção de excitação residual de Clark Hull (isto é, na teoria do impulso), na teoria dos dois fatores da emoção de Stanley Schachter e na aplicação da teoria dos três fatores das emoções. Especificamente, Zillmann notou uma falha na teoria dos dois fatores da emoção no que diz respeito à falta de informações que abordassem a relação entre comportamentos cognitivos e pistas dentro da teoria.
Nessas teorias, que servem como ponto de partida, a teoria da transferência de excitação é capaz de fazer suposições sobre como ocorre cognitivamente a transição de uma emoção para outra. Uma dessas suposições afirma que as respostas de excitação são, em sua maior parte, ambíguas e são diferenciadas apenas pelo que o cérebro lhe atribui em termos de emoção naquele momento específico. Essa teoria também ajuda a explicar a variabilidade da excitação emocional (incluindo como é possível que o medo seja transferido para o alívio, a raiva para o prazer etc.) e como a reação a um estímulo pode intensificar a reação a outro.
Durante o desenvolvimento da teoria da transferência de excitação, o público ficou preocupado com os potenciais efeitos no mundo real que o conteúdo de mídia violenta poderia ter nos consumidores. Como resultado, a teoria da transferência de excitação tornou-se uma das bases teóricas dominantes usadas para prever, testar e explicar os efeitos potenciais de mídia como filmes violentos, pornografia e música na população.
Além disso, Zillmann também afirmou que a transferência de excitação não se limita a estímulos de comunicação presenciais, já que o processo pode ocorrer a partir de uma variedade de estímulos, incluindo mensagens mediadas. Pesquisas focadas nessa teoria encontraram correlação entre níveis cognitivos de excitação e ações comportamentais como resultado do consumo de mídia.

## Teoria dos três fatores das emoções
A teoria dos três fatores das emoções funciona como um arcabouço de aplicação que permite à teoria da transferência de excitação categorizar os comportamentos emocionais vivenciados por meio do processo de transferência de excitação, que incluem disposicionais, excitatórios e experienciais.
A teoria dos três fatores das emoções sugere que a excitação fisiológica precede e conduz tanto às expressões externas das emoções (disposicionais) quanto à experiência subjetiva das emoções (experienciais). Os componentes da teoria incluem:
- Disposicionais[4][11]
  - Referem-se aos comportamentos esquelético-motores, incluindo expressões faciais, linguagem corporal ou quaisquer outros comportamentos externos que manifestem emoções, associados ao processo de transferência de excitação.
- Excitatórios[4][11]
  - Esse fator refere-se à excitação fisiológica associada às experiências emocionais, que inclui aumento da frequência cardíaca e a liberação física de adrenalina.
- Experienciais[4][11]
  - Este componente envolve a avaliação cognitiva das emoções, que pode incluir os sentimentos, pensamentos e interpretação pessoal de uma experiência emocional.[4][11]

A forma como a teoria da transferência de excitação aplica os conceitos da teoria dos três fatores das emoções é evidenciando a associação entre excitação fisiológica, comportamentos disposicionais e experiências subjetivas em diferentes contextos emocionais. Além disso, a utilização da teoria dos três fatores das emoções fornece insights sobre como as respostas emocionais e de excitação podem ser dinâmicas e influentes quando transferidas de uma situação para outra.

## Conceitos-chave

### Excitação fisiológica
Excitação refere-se a um estado elevado de atividade fisiológica e psicológica. Pode ser desencadeada por vários estímulos, incluindo experiências emocionais (como excitação ou medo), atividades físicas (como exercícios) ou situações intensas (como assistir a conteúdo empolgante na mídia).

### Excitação residual
A excitação residual, dentro da estrutura da teoria da transferência de excitação, refere-se à excitação fisiológica residual deixada por um evento ou experiência anterior. Além disso, as sensações persistentes de excitação podem perdurar por algum tempo após o término do estímulo inicial.

### Transferência
Transferência ocorre quando a excitação residual de um evento influencia a resposta emocional a um evento subsequente e aparentemente não relacionado. Isso implica que a intensidade emocional vivenciada na primeira situação é transportada e afeta as reações à segunda situação. A excitação transferida por meio desse processo também pode amplificar a reação emocional ao novo estímulo.

## Condições de transferência
1. O segundo estímulo deve ocorrer antes da completa dissipação da excitação residual do primeiro estímulo, também chamada de proximidade temporal.[9][13] Em outras palavras, a excitação restante do estímulo inicial precisa estar presente em certo grau quando o indivíduo é exposto ao segundo estímulo.[1][13]
2. Após a exposição ao segundo estímulo, o indivíduo atribui erroneamente suas emoções de excitação ao segundo estímulo.[12] A atribuição equivocada é um processo cognitivo em que o indivíduo atribui incorretamente a excitação fisiológica elevada ao segundo estímulo, em vez de reconhecer sua origem no estímulo inicial.[14] Essa atribuição também contribui para a intensificação das respostas emocionais ao segundo estímulo.[12]
3. O indivíduo não deve ter atingido um limiar excitatorio antes da exposição ao segundo estímulo.[4] No caso em que o indivíduo já atingiu esse limiar emocional antes de encontrar o segundo estímulo, o processo de transferência de excitação pode ser menos provável de ocorrer.[4]

Dois componentes adicionais da teoria da transferência de excitação consistem em:
1. As duas excitações emocionais, uma do primeiro estímulo e outra do segundo, não precisam estar relacionadas de forma alguma.[15]
2. A segunda excitação emocional não dura muito após sua ocorrência. Zillmann estimou que a emoção secundária permanece apenas por alguns minutos após ser sentida.[15]

## Requisitos
Os requisitos para a ocorrência da transferência de excitação, particularmente relacionados a tempo, mudança de atenção e assimilação hedônica, são aspectos essenciais para entender como a excitação fisiológica de um estímulo pode afetar a resposta a um estímulo secundário. Juntos, esses fatores fornecem uma compreensão mais completa dos mecanismos envolvidos na transferência de excitação.

### Tempo
Tempo desempenha um papel complexo na teoria da transferência de excitação. Termos específicos usados para explicar a importância do tempo no processo de transferência emocional incluem:

#### Proximidade temporal
O conceito de tempo nessa teoria enfatiza que a transferência de excitação costuma ser mais efetiva quando há um intervalo relativamente curto entre o evento inicial indutor de excitação e o estímulo subsequente.

#### Recência da excitação
A recência da excitação é importante porque, se a excitação inicial for recente, a ativação fisiológica associada tem mais chances de estar presente durante o encontro com o estímulo subsequente, contribuindo para a transferência de excitação.

#### Decaimento temporal
Com o passar do tempo, a excitação fisiológica do evento inicial tende a desaparecer. A teoria sugere que o efeito de transferência é mais potente quando a excitação residual ainda está presente durante o encontro com o segundo estímulo.

#### Latência de resposta
A latência de resposta refere-se ao tempo que um indivíduo leva para reagir a um estímulo. No contexto desta teoria, uma latência de resposta curta pode aumentar a probabilidade de ocorrência do processo de transferência de excitação.

#### Atraso de excitação
O atraso de excitação é o intervalo de tempo entre a excitação inicial e a manifestação da resposta emocional. Esse fator pode influenciar o processo de transferência emocional, pois um atraso menor pode resultar em transferência mais eficaz de excitação para um estímulo subsequente.

#### Tempo de recuperação
O tempo de recuperação refere-se à duração que a excitação fisiológica leva para retornar ao estado inicial após a experiência do estímulo. Um tempo de recuperação maior implica que a excitação persiste por mais tempo, aumentando o potencial de ocorrência do processo de transferência. Já um tempo de recuperação menor sugere um retorno mais rápido ao estado inicial, diminuindo esse potencial.

### Mudança de atenção
Para a teoria da transferência de excitação, a mudança de atenção orienta o processamento cognitivo e a atenção seletiva que contribuem para a transferência de emoções.
Mudança de foco atencionalredirecionamento do foco mental do estímulo inicial para o subsequente. Para que a transferência de excitação ocorra, é necessário deslocar a atenção da fonte de excitação inicial para o novo estímulo, permitindo que a excitação residual influencie as reações à segunda situação.
Atenção seletivaos indivíduos podem concentrar sua atenção em aspectos do estímulo secundário que têm maior probabilidade de ser influenciados pela excitação residual.
Processamento cognitivoo processamento do estímulo secundário é influenciado pela excitação remanescente da experiência anterior, contribuindo para o impacto emocional e cognitivo do estímulo adicional.

## Assimilação hedônica
A teoria da transferência de excitação e a assimilação hedônica são conceitos relacionados que tratam da influência de experiências anteriores nas respostas emocionais atuais. Enquanto a teoria da transferência de excitação concentra-se na transferência de excitação de uma situação para outra, a assimilação hedônica é mais específica ao abordar como o tom afetivo (agradável ou desagradável) de uma experiência anterior pode influenciar a avaliação de um estímulo subsequente e potencialmente não relacionado. Zillmann propôs que a assimilação hedônica pode servir como pré-condição para o processo de transferência de excitação de emoções ocorrer.

## Exemplos
Usar exemplos de como o processo da teoria da transferência de excitação funciona é benéfico, pois ajuda a conceitualizar os componentes e os efeitos tangíveis da teoria.

### Exemplo A
Fonte:
Exemplo – Assistir a um filme dos gêneros suspense, thriller ou terror.
Explicação – O estímulo inicial seria o ato de assistir ao filme. Respostas físicas, como aumento da frequência cardíaca e elevação dos níveis de adrenalina, correspondem aos componentes de excitação fisiológica da teoria. Se essas emoções intensificadas transferirem-se para uma situação subsequente, a experiência se enquadrará na categoria de transferência de excitação fisiológica. A transferência de emoções poderia ocorrer quando o espectador mantém a sensação residual de excitação do filme, que então se reflete em outra ação ou situação. A ação secundária pode incluir atender a uma chamada telefônica com maior entusiasmo. Esse processo seria considerado atribuição equivocada da excitação.

### Exemplo B
Fonte:
Exemplo – Andar em uma montanha-russa em um parque de diversões.
Explicação – O estímulo inicial seria o ato de andar na montanha-russa. Respostas físicas, como aumento da frequência cardíaca e descarga de adrenalina durante o passeio, são componentes de excitação fisiológica. Se essas emoções transferirem-se para uma situação subsequente, a experiência se enquadrará na categoria de transferência de excitação fisiológica. A transferência de emoções poderia ocorrer quando o passageiro mantém a sensação residual de excitação do passeio, que então se reflete em outra ação ou situação. Essa ação subsequente pode incluir sentir-se feliz ao ver um amigo após o passeio, o que seria considerado atribuição equivocada da excitação.

## Aplicações

### Violência na mídia e agressão
Pesquisadores encontraram relação entre a transferência de excitação e o efeito da violência na mídia. Esse conceito explica que, quando a violência midiática é observada, isso provoca um estado de excitação emocional inicial. Ao ser exposto a um segundo estímulo logo em seguida, a reação emocional será mais intensa devido à excitação do primeiro estímulo.

### Mídia sexual
A teoria da transferência de excitação oferece uma perspectiva sobre os efeitos complexos que a mídia sexual pode ter no público. A aplicação dessa teoria à mídia sexual envolve examinar como a excitação fisiológica gerada pela exposição a conteúdo sexual pode transferir-se para situações subsequentes que influenciam respostas emocionais ou comportamentais. Pesquisas também investigaram os efeitos potenciais da mídia sexual em relação à dinâmica de relacionamento, atitudes sexuais e atribuição equivocada da excitação.
Áreas adicionais em que a teoria da transferência de excitação tem sido aplicada incluem publicidade, humor e empatia.

## Limitações e áreas para pesquisas futuras
Hoje, a teoria da transferência de excitação continua sendo um componente chave do Referencial teórico de estudos focados em comunicação e emoção. No entanto, muitos estudos atuais encontraram limitações da teoria que requerem pesquisas adicionais para potencialmente expandir seus componentes.

### Limitações
- A teoria pode não levar completamente em conta a complexidade dos fatores situacionais que influenciam a transferência de excitação. Pesquisas mostraram que variáveis situacionais, como a natureza dos estímulos e diferenças individuais, podem interferir no processo de transferência de excitação de maneiras não totalmente explicadas pelos componentes atuais da teoria.[19]
- A teoria pode dar menos atenção a processos cognitivos, como a interpretação das emoções, o que limita seus efeitos. Estudos indicam que fatores cognitivos têm papel importante na formação das experiências emocionais, sugerindo que a teoria se beneficiaria da integração desses elementos.[16]

### Áreas adicionais para pesquisas futuras
- A relação entre a teoria da transferência de excitação e a teoria do priming, em que o primeiro estímulo funciona como um priming para o estímulo adicional. Estudos encontraram correlação entre as teorias, mas devido à pesquisa limitada sobre essa conexão, investigações futuras são necessárias para confirmar essa relação.[6]